# Список медиа франшизы «Маша и Медведь»
Список спин-оффов и дополнительных проектов мультсериала «Маша и Медведь».

## Машины сказки
«Машины сказки» — первый спин-офф мультсериала. В нём Маша рассказывает двум своим игрушкам — Кукле и Мишке — сказки на свой манер, чаще всего путём смешения сюжетов из двух или нескольких разных сказок.

### Создатели
| Режиссёр                    | Денис Червяцов |
| Режиссёр 2D                 | Ринат Газизов |
| Сценаристы                  | Денис Червяцов, Вадим Жук, Нина Иманова |
| Художник-постановщик        | Илья Трусов |
| Художники-постановщики 2D   | Елена Чернова, Ринат Газизов |
| Художник по персонажам      | Марина Нефёдова |
| Композитор                  | Василий Богатырев |
| Звукорежиссёры              | Борис Кутневич, Василий Богатырёв |
| Режиссёр озвучания          | Денис Червяцов |
| Аниматоры                   | Анна Головина, Виктория Настанюк, Марина Антонова, Екатерина Захарченко, Елена Захарченко, Пётр Барков, Павел Барков, Александр Новиков, Антон Новиков |
| Продюсеры                   | Дмитрий Ловейко, Олег Кузовков |
| Художественный руководитель | Олег Кузовков |

### Обзор сезонов
| Сезон | Серии | Серии | Даты показа     | Даты показа     | Даты показа |
| Сезон | Серии | Серии | Первая серия    | Последняя серия | Канал       |
| ----- | ----- | ----- | --------------- | --------------- | ----------- |
| 1     | 26    | 26    | 23 февраля 2011 | 19 марта 2014   | YouTube     |
| 2     | 3     | 3     | 12 августа 2021 | 8 сентября 2022 | YouTube     |

### Эпизоды

#### Сезон 1 (2011—14)
| № общий | № в сезоне | Название                                              | Дата премьеры   |
| --- | ---------- | ----------------------------------------------------- | --------------- |
| 1 | 1          | «Волк и семеро козлят»                                | 23 февраля 2011 |
| Маша рассказывает своим куклам сказку. Мама-Коза уходит за капустой, оставляя семерых козлят одних дома. Голодный и глупый Волк пытается попасть в дом Козы хитростью, подделывая её голос и напевая песенку. Но ему удаётся обмануть только шестерых козлят. |            |                                                       |                 |
| 2 | 2          | «Гуси-лебеди»                                         | 2 марта 2011    |
| Маша рассказывает игрушкам сказку о сестрице Алёнушке и братце Иванушке, которые отправились в лес, не послушавшись родителей. В лесу дети встретили печку и говорящую яблоню. Печка накормила детей пирожками, Иванушка захотел пить, и Алёнушка пошла к молочной речке с кисельными берегами, чтобы напоить братца. Но Иванушка не стал ждать сестру, напился из лужи и стал козлёнком. |            |                                                       |                 |
| 3 | 3          | «Лиса и заяц»                                         | 9 марта 2011    |
| Была у Лисы избушка ледяная, а у Зайца лубяная. Весной у Лисы избушка растаяла, Лиса перебралась к Зайцу и выгнала его. И к кому потом Заяц ни обращался, к Псу или Волку, все сначала хотели ему помочь, но потом хитрая Лиса звала защитников жить вместе с ней в избушке, а Зайца прогоняла. |            |                                                       |                 |
| 4 | 4          | «Красная Шапочка»                                     | 16 марта 2011   |
| Мама попросила Красную шапочку отнести пирожки бабушке. А пирожки вкусно пахли, и девочка села на пенёк, чтобы съесть пирожок. А мимо прокатился Колобок, и пошли они вместе к бабушке. Хитрый волк подслушал Красную шапочку и первым примчался к бабушке, съел её и стал ждать Красную шапочку и Колобка. |            |                                                       |                 |
| 5 | 5          | «Морозко»                                             | 23 марта 2011   |
| У злой женщины была дочка и падчерица. Родную дочь женщина баловала, а падчерицу заставляла работать. Однажды отвезла женщина падчерицу в лес и оставила там. Сначала девочка встретила Бабу Ягу, а потом Деда Мороза, который прогнал Бабу Ягу и забрал девочку к себе домой. А, когда девочка показала, какая она трудолюбивая, Морозко вместе с братьями 12-ю месяцами одарил девочку и отправил назад домой. |            |                                                       |                 |
| 6 | 6          | «Волк и лиса»                                         | 30 марта 2011   |
| Жил-был в лесу мужичок-рыбачок с женой, рядом жила Лиса. Поехал мужик на замёрзший пруд ловить рыбку, подобрал по дороге Лису, прикинувшуюся мёртвой, и заснул над лункой. Увидел это Волк и было обрадовался, но Лиса сказала, что это её рыбачок, а Волк пусть сам хвостом рыбку ловит. Волчий хвост в лёд вмёрз, и рыбки сделали из него себе новогоднюю ёлочку. |            |                                                       |                 |
| 7 | 7          | «Вершки и корешки»                                    | 6 апреля 2011   |
| Хорошие дети всегда делятся друг с другом по справедливости. Жил-был в одной деревне мужик. А рядом с деревней в дремучем бору поселился медведь, которого мужик решил обхитрить. |            |                                                       |                 |
| 8 | 8          | «Царевна-лягушка»                                     | 22 февраля 2012 |
| Было у царя три сына. Старший сын женился на боярской дочке, средний сын женился на купеческой дочке, а младший сын женился на лягушке. Мораль сказки в том, что о своих питомцах нужно заботиться, и тогда они смогут ответить на вашу заботу и стать настоящими преданными друзьями. |            |                                                       |                 |
| 9 | 9          | «Снегурочка»                                          | 29 февраля 2012 |
| Сказка о том, как Бабушка и Дедушка одним морозным днём слепили себе внучку и назвали её Снегурочкой. Только они о внучке так заботились, что не отпускали её играть с другими детьми — вдруг растает. |            |                                                       |                 |
| 10 | 10         | «Мальчик-с-пальчик»                                   | 7 марта 2012    |
| Сказка о трёх братьях, один из которых был мал, да удал. Пока старшие, большие и сильные братья попадали впросак, малыш непременно их выручал, а потом и вовсе помог коту в сапогах победить великана! |            |                                                       |                 |
| 11 | 11         | «Крошечка-Хаврошечка»                                 | 14 марта 2012   |
| Жила-была Крошечка-Хаврошечка, житья ей мачеха не давала, и была у неё одна утеха и поддержка — корова волшебная. Но мачеха узнала, что корова помогает Хаврошечке, и заставила её увести корову в лес — волкам на съедение. Но в лесу нашли они домик уединённый, который оказался теремом принца и семи гномов-богатырей. Влюбился принц в Хаврошечку, да и стали они вместе жить-поживать. |            |                                                       |                 |
| 12 | 12         | «Бычок смоляной бочок»                                | 21 марта 2012   |
| Жили как-то дед и бабка, одиноко и небогато. И попросила тогда бабка сделать бычка для компании. Дед собрал бычка из соломы, промазал смолой для крепости да поставил на улице «пастись». И каждый зверь лесной захотел бычка утащить, и каждый прилип, и пришлось им платить деду за освобождение. Вот так сделал дед бычка к месту — и самим не скучно, и в дом прибыль. |            |                                                       |                 |
| 13 | 13         | «Три поросёнка»                                       | 28 марта 2012   |
| Эта сказка о трёх поросятах, которые вели себя как настоящие свиньи: другим жителям леса мешали, старших не уважали, по ночам шумели и спать не давали. И так надоели своим соседям, что те та-а-ак рассердились, что прогнали трёх друзей-непосед из леса. |            |                                                       |                 |
| 14 | 14         | «Храбрый портняжка»                                   | 4 апреля 2012   |
| Эта сказка об одном портняжке, которому выпал шанс хитростью победить великана и получить в награду целый холодильник сладостей. Да так он разошёлся, что съел всё до последней крошки. Захотел он выбраться наружу, да не смог, потому что так объелся, что застрял в двери. Эта сказка учит нас тому, что нельзя быть жадиной и обжорой, иначе можно «влипнуть» в нехорошую историю. |            |                                                       |                 |
| 15 | 15         | «Али-Баба»                                            | 20 февраля 2013 |
| Эта сказка про доброго, но бедного Али-Бабу и его богатого, но жадного брата Касыма. Однажды подслушал Али-Баба волшебное заклинание, которое открывает дверь в пещеру со сказочными сокровищами. Пещера эта была набита несметными богатствами, которые разбойники воровали и туда складывали. Али-Баба рассказал брату секретное заклинание, которое дверь открывает, а брат возьми, да забудь это заклинание. Так и остался он в пещере, а разбойники заставили его книжку со сказками наизусть учить и им пересказывать на ночь. Провёл он в пещере тысячу дней и тысячу и одну ночь. Эта сказка учит нас тому, что надо хорошо учиться и не пользоваться шпаргалками. |            |                                                       |                 |
| 16 | 16         | «Золушка»                                             | 27 февраля 2013 |
| Жила Золушка со злой мачехой, которая заставляла её работать с утра и до вечера. Однажды мачеха дала Золушке задание поколоть орехов. Бедная Золушка долго бы мучилась, если бы не появилась Фея и не дала ей в помощь Щелкунчика. Щелкунчик быстро поколол все орехи, и Золушка взяла его с собой на бал в королевском дворце, где Щелкунчик помог королю и выгнал всех крыс из дворца. Золушка так обрадовалась, что поцеловала Щелкунчика, и превратился он в прекрасного принца! «Встречают по одёжке, а провожают по уму», — учит нас Маша. |            |                                                       |                 |
| 17 | 17         | «Калиф-аист»                                          | 6 марта 2013    |
| Маша рассказывает своим куклам сказку «Калиф-аист» об одном восточном Калифе, который сидел целыми днями перед окошком и слушал щебетание птичек. Калифу многое было подвластно и лишь одно его печалило — он не мог понять, о чём щебетали птички. Загрустил Калиф, заплакал, и никто не мог его развеселить. И вот однажды пришёл к Калифу странный человечек и пообещал превратить его в аиста. Калиф согласился и превратился в аиста. Тем временем карлик сам сел на трон и объявил себя Калифом. Бедный Аист залился слезами и умолял карлика вернуть ему человеческий облик и королевский сан. Ничего бы не спасло Калифа, если бы не маленький попугайчик, который помог Калифу заколдовать карлика и вернуть себе человеческий облик. С помощью этой сказки Маша объясняет своим куклам необходимость изучения иностранных языков. |            |                                                       |                 |
| 18 | 18         | «Джек и бобовое зёрнышко»                             | 13 марта 2013   |
| В одной деревеньке жил-был юноша по имени Джек, и был он беден настолько, что ни одна девушка не хотела выходить за него замуж. В один прекрасный день пошёл Джек на базар, чтобы продать корову и купить себе на вырученные деньги красивый костюм. По дороге на базар встречает Джек старичка, который предлагает купить у него корову за бобовое зёрнышко. Джек согласился и пошёл домой. Дома встретила его мама, поняла, что денег он не выручил, и выбросила зёрнышко в окно. И вот ночью, когда Джек и его мама спали, зёрнышко проросло и превратилось в высокое дерево. Встал Джек с утра и решил на это дерево забраться. Много раз пробовал он забраться на дерево, но каждый раз падал. И вдруг с дерева спускается девичья коса. Джек дёрнул за косу, и упала ему на руки девица-красавица. Вскоре они поженились и жили долго и счастливо, а Джек в качестве приданого ещё и полцарства получил. В заключение Маша говорит своим куклам, что только бескорыстие приносит истинное счастье. |            |                                                       |                 |
| 19 | 19         | «Свинопас»                                            | 20 марта 2013   |
| Маша рассказывает своим куклам сказку «Свинопас» с неожиданной моралью: даже самые дорогие игрушки из поросёнка человека не сделают. В сказке говорится о капризной принцессе, которая так любила необычные игрушки, что механическая игрушка была ей милее любого живого существа. И тогда принц решил проучить принцессу — он переоделся в свинопаса и продал ей волшебный горшочек, который умел варить кашу. Принцесса так обрадовалась новой игрушке, что даже не узнала волшебного заклинания, после произношения которого горшочек перестаёт варить кашу. Пришлось ей просить прощения у принца и впредь быть более проницательной. |            |                                                       |                 |
| 20 | 20         | «Синяя Борода»                                        | 27 марта 2013   |
| Маша рассказывает своим куклам сказку «Синяя борода», в которой почему-то сам Синяя борода оказывается запертым в тёмном чулане девочкой с синими волосами. Эта невероятная история могла случиться только на холсте художника, а точнее, юной художницы Маши! Мораль сказки такова: настоящее искусство всегда поддерживает человека в трудную минуту. |            |                                                       |                 |
| 21 | 21         | «По-щучьему велению»                                  | 3 апреля 2013   |
| Эта история про Емелю, его ленивую жену и щуку, которая в этой сказке исполняет роль золотой рыбки. Мораль сказки: прежде чем загадывать желания, нужно подумать о последствиях и для себя, и для окружающих. |            |                                                       |                 |
| 22 | 22         | «Лисичка со скалочкой»                                | 19 февраля 2014 |
| Эта сказка про Лисичку, Кота и Петуха. Хитрая Лиса хотела всех обмануть — и Петуха съесть, и скалочку себе оставить. Как ни хитрила Лиса, но Кот всё равно не отдал ей Петуха. Чтобы проучить Лису, Кот залез в мешок сам, и, когда Лиса хотела съесть Петуха, он выскочил из мешка и испугал Лису. Рассказывая эту сказку, Маша хочет объяснить своим куклам простую истину — от добра добра не ищут. |            |                                                       |                 |
| 23 | 23         | «Каша из топора»                                      | 26 февраля 2014 |
| Маша рассказывает своим куклам о правильном питании, приведя в пример сказку о том, как Баба Яга хотела съесть солдата, а он сварил ей кашу из топора. Баба Яга хотела съесть солдата, но когда попробовала кашу, которую приготовил солдат, то сразу сообразила, что здоровое питание принесёт ей гораздо больше пользы. Мораль сказки: если человек правильно питается, то сразу становится добрее. |            |                                                       |                 |
| 24 | 24         | «Пойди туда — не знаю куда, принеси то — не знаю что» | 5 марта 2014    |
| Маша рассказывает своим игрушкам сказку про егеря Егора, его жену-скворушку и про завистливого Царя. Жил-был Царь и был он очень капризный, в общем, «без царя в голове». Захотелось ему однажды диковинной дичи, и послал Царь егеря в дремучий лес. В лесу встретил Егор скворушку, которая превратилась в красавицу-девицу. Увидел Царь, что Егор и с заданием справился, и жену-красавицу нашёл, и позавидовал Егору. Решил Царь послать Егора за Тридевять Морей принести то, не знаю что. Но Егор всё равно вышел победителем, сумел вернуться домой да ещё и Царя проучить. Мораль сказки: завидовать никому не нужно. |            |                                                       |                 |
| 25 | 25         | «Петушок — Золотой гребешок»                          | 12 марта 2014   |
| Маша рассказывает своим куклам сказку про Петушка-Золотого гребешка и злобную Козу-Дерезу. Жил-был старичок, и не было у него никого кроме Петушка-Золотого гребешка. И вот однажды поселилась рядом с ними Коза-Дереза. Она утащила Петушка за тёмные леса и задумала старичка из дома выгнать, но Петушок подружился с другими лесными зверьми, и все вместе они выгнали Козу-Дерезу из домика. Маша учит своих кукол жить в мире с соседями и не ссориться, даже если они дикие звери или козы рогатые. |            |                                                       |                 |
| 26 | 26         | «Конёк-горбунок»                                      | 19 марта 2014   |
| Маша рассказывает своим куклам сказку в стихах про Ваню-дурачка, чудовище Крокомотаё и его внучка Конька-горбунка. В её версии сказки Конёк-горбунок исполняет желание Вани, однако он понимает, что насильно мил не будешь, и отказывается от невесты, которую наколдовал ему Конёк-горбунок. Смысл сказки в том, что «ваше счастье в ваших собственных руках!» |            |                                                       |                 |

#### Сезон 2 (2021—22)
| № общий | № в сезоне | Название               | Дата премьеры   |
| --- | ---------- | ---------------------- | --------------- |
| 27 | 1          | «Малыш Джиртан»        | 12 августа 2021 |
| Что будет, если злой и жадный богач решит обмануть маленького бедного мальчика? А если большие и страшные дивы захотят слопать его на обед? Смотрите машину версию сказки о малыше Джиртане и узнаете сами, чем дело кончилось и почему маленьких лучше не обижать!             |            |                        |                 |
| 28 | 2          | «Принц Мелик-Мамед»    | 21 октября 2021 |
| Знаете, что лечит любые болезни лучше уколов и таблеток? Волшебные золотые груши! Правда растут они далеко и добыть их нелегко. Но принц Мелик-Мамед всё равно отправился за ними, чтобы вылечить своего отца. Ох, и трудно ему пришлось! Смотрите в новой машиной сказке.      |            |                        |                 |
| 29 | 3          | «Пчёлка Тук-Тук Ханум» | 8 сентября 2022 |
| Кто твой самый лучший на свете друг? Тот, кто готов с тобой играть и веселиться с утра до вечера? Или тот, кто бросит свои дела и придёт к тебе на помощь в нужную минуту? Попробуем разобраться вместе с пчёлкой Тук-Тук Ханум, о которой Маша расскажет в своей новой сказке. |            |                        |                 |

## Машкины страшилки
«Машкины страшилки» — второй спин-офф мультсериала. В нём Маша рассказывает зрителям «страшные» истории, оказывающиеся на поверку смешными и поучительными, а также учит зрителей ничего не бояться. В этом спин-оффе используется трёхмерная графика (обычная) и аниме (вспомогательная).

### Создатели
| Режиссёр                    | Олег Кузовков, Денис Червяцов                                                 |
| Режиссёр 2D                 | Ринат Газизов                                                                 |
| Сценаристы                  | Илья Трусов, Игорь Шаров, Владимир Сергеев, Александр Филюрин, Денис Червяцов |
| Художник-постановщик        | Илья Трусов                                                                   |
| Художник-постановщик 2D     | Ринат Газизов                                                                 |
| Художник по персонажам      | Марина Нефёдова                                                               |
| Композитор                  | Анна Друбич                                                                   |
| Звукорежиссёр               | Борис Кутневич                                                                |
| Режиссёр озвучания          | Денис Червяцов                                                                |
| Особая благодарность        | Эдуард Чернов, Зарьяна Грибанова                                              |
| Супервайзер по анимации     | Леон Эстрин, Александр Лебедев, Артём Наумов                                  |
| Автор идеи                  | Олег Кузовков                                                                 |
| Продюсеры                   | Дмитрий Ловейко, Олег Кузовков                                                |
| Художественный руководитель | Денис Червяцов                                                                |

### Обзор сезонов
| Сезон | Серии | Серии | Даты показа     | Даты показа     | Даты показа |
| Сезон | Серии | Серии | Первая серия    | Последняя серия | Канал       |
| ----- | ----- | ----- | --------------- | --------------- | ----------- |
| 1     | 26    | 26    | 26 декабря 2014 | 16 марта 2018   | YouTube     |

### Эпизоды

#### Сезон 1 (2014—18)
| № | Название                                                           | Дата премьеры    |
| --- | ------------------------------------------------------------------ | ---------------- |
| 1 | «Душераздирающая повесть о тёмном лесе и маленьком жучке»          | 26 декабря 2014  |
| Все дети боятся темноты. Маша раньше тоже так её боялась, что приходилось ей по ночам с фонариком сидеть! Но однажды Маша придумала сказочку про маленького лесного жучка, который тоже боялся темноты, потому что мерещились ему всякие ужасти по ночам! Долго мучился жучок, пока не понял, что всё, что кажется ему в темноте, ему только кажется, и бояться смысла нет! |                                                                    |                  |
| 2 | «Жутко-страшное предание о том, как один мальчик боялся умываться» | 30 декабря 2014  |
| Один мальчик настолько боялся воды, что перестал мыться и превратился в грязного поросёнка-оборотня, от которого разбегались все дети и взрослые. Но, в конце концов, он пересилил свой страх, снова стал умываться и перепревратился в нормального чистого мальчика! И даже стометровку баттерфляем выиграл! |                                                                    |                  |
| 3 | «Чудовищная быль о том, как некоторые боятся чудовищ»              | 13 марта 2015    |
| Все дети боятся чудовищ, хотя на самом деле их никто не видел, а вот один мальчик повстречал… Случилась эта история на одном заброшенном тракторном заводе. |                                                                    |                  |
| 4 | «Тревожный сказ о потерявшемся котёнке»                            | 8 апреля 2015    |
| Маша, как и все остальные дети, очень боялась потеряться, пока однажды не услышала историю про котёнка, который ничем особенным не отличался от других, разве что стоило ему выйти из дома, как он моментально терялся. И вот однажды выскочил он на улицу за клубком шерсти, пробежал немного, да и заблудился. От испуга он не мог понять, где он находится, а главное, где находится его дом! Так бы и остался бедный котёнок на улице, если бы не встретил почтового голубя, который и нашёл его хозяйку. Вот Маша и говорит: «Если вы потерялись, главное не паниковать! Вспомните свой домашний адрес, телефон и не стесняйтесь обратиться к взрослым за помощью!» |                                                                    |                  |
| 5 | «Кошмарное поверье о новогодних стишках»                           | 29 апреля 2015   |
| Как вы думаете, какой праздник самый страшный? Что заставляет детей трепетать от ужаса? Ну, конечно же, это… Новый Год, когда приходит толпа гостей и детям приходится забираться на стул и читать стихи. Мысли сразу путаются, слова теряются, и бедные дети иногда не могут и слова вымолвить! Так случилось и с героиней этой истории, которая так перепугалась перед гостями и Дедом Морозом, что даже стул стал дрожать под ее ногами! Но вдруг строчки стихов стали появляться сами собой, как по волшебству! |                                                                    |                  |
| 6 | «Мрачная притча о суеверной девочке»                               | 1 июня 2015      |
| Ох и случается людям верить во всякие приметы! Чёрных кошек, наизнанки, вещие сны.. Бедная девочка Люся так в это верила, что всё лето боялась выходить играть с друзьями во двор. А как тут выйдешь, когда рождён в год Сиреневого кролика, которому сулят… А что сулят — узнаете из новой серии. |                                                                    |                  |
| 7 | «Угрюмый завет о сопливом мальчике»                                | 7 августа 2015   |
| Сёмушка жуть как боялся всякой заразы! В каждом жесте видел всякие болезни. Всё о всех микробах знал и ребят вокруг стращал. Ныл и слухи распускал. Аптечку из рук не выпускал! И посмотрите, какая ужасная история из этого вышла! |                                                                    |                  |
| 8 | «Очень мрачное сказание о девочке, которая боялась зверушек»       | 6 октября 2015   |
| Что делать, если боишься зверушек всяких там разных? Да так боишься, что хоть стой, хоть падай, хоть на дерево полезай! Дерево, кстати, может стать отличным вариантом — даже если ты до сих пор не умел по ветвям карабкаться, от ужаса и не такое уметь начнёшь. По крайней мере, некоторые герои новой Машкиной страшилки неожиданно для себя научились! Но вы, голубчики, не волнуйтесь: чаще всего такие страхи заканчиваются или одновременно с верхушкой дерева, или с приходом кого-то из взрослых. Так что ничего не бойтесь и с удовольствием смотрите новую серию — вам понравится!                                                                           |                                                                    |                  |
| 9 | «Ужасающая история про бабушку и внучка»                           | 18 декабря 2015  |
| Оказывается, что у взрослых тоже есть свои страхи! Например, одна бабушка очень боялась не угодить внучку с обедом. И чего она только ни придумывала, чего только ни готовила — ничего внучку не нравилось. И вот один раз угостила она его помидором, а он его шмяк, и об стенку! Расстроилась бабушка и ушла. Сидит внучок один, да как испугается — дома-то никого нет! Много он страха натерпелся, пока бабушка не вернулась, но зато после этого ужаса, внучок ел всё подряд, да с жутким аппетитом! |                                                                    |                  |
| 10 | «Полный отчаяния миф об исторической ошибке»                       | 30 января 2016   |
| А вы знаете, чего дети в школе боятся больше всего? Что заставляет их трепетать от страха?! Вот один мальчик, например, по имени Аркаша жутко не любил учить историю и не на шутку перепугался, когда пришло время…контрольной работы. И так и эдак пытался он к ней подготовиться, однако лишь заснул над учебником… открывает он глаза и видит, как нелюбимые его исторические персонажи отчитывают его за неграмотность, а Наполеон даже вздумал приложить его глобусом по макушке! Аркаша так испугался, что дал себе зарок учить все имена и даты, иначе как уберечься от нервных военачальников?!                                                                  |                                                                    |                  |
| 11 | «Панически невыносимая легенда о букашках»                         | 22 марта 2016    |
| Жила-была девочка Аня, которая ну очень боялась всяческих насекомых! И вот однажды попросила ее мама убраться в доме, да только за что бы она ни взялась — везде ей мерещились пауки, да мошки всякие! Хотела было она совсем отчаяться, да тут помог ей младший братик-карапуз, который объяснил, что бояться насекомых вовсе не нужно! Вон они какие крошечные, зачем нам таким гигантам их бояться! |                                                                    |                  |
| 12 | «Тревожный сказ про Бабку-Ёжку»                                    | 6 мая 2016       |
| Один мальчик Паша очень боялся сказочных злодеев. Бывает, начитается сказок, напредставляет себе всякого, да как давай бояться, да других пугать! Дошло до того, что любые неприятности он сваливал, например, на Бабу-Ягу, и только доблестные пожарные смогли убедить Пашу в том, что бояться нужно не Бабу-Ягу, а лесных пожаров, которые возникают из-за неосторожного обращения с огнём! А чудища лесные здесь не при чём! Да-да! |                                                                    |                  |
| 13 | «Зловещая Сага о девочке, которая боялась докторов»                | 1 июня 2016      |
| Маша расскажет вам страшную-престрашную историю про одну маленькую девочку, которая боялась докторов. А вот как это всё приключилось… Решила однажды девочка Сима угостить своих кукол ужином. Взяла она пластилин, да и нажарила им «котлет» с «манной кашей». А чтобы добро зря не пропадало, решила и сама полакомиться! И вот лежит она ночью, а животик её как давай болеть! Долго ли, коротко ли мучилась Сима, да только когда она очнулась, животик ее уже не болел, а рядом с ней очутилась самая настоящая Снегурочка, которая и объяснила ей, что лечиться совсем не страшно! А бояться надо совсем других вещей! Да-да!                                      |                                                                    |                  |
| 14 | «Фантастический рассказ, о ёжике, мальчике и зелёных гуманоидах»   | 21 июля 2016     |
| А вы знаете, почему гуманоиды всякие пытаются похитить маленьких детей? Не знаете? Тогда Маша расскажет вам фантастическую историю про одного маленького мальчика, который больше всего на свете любил две вещи — книжки про инопланетянцев всяких и конфеты. И вот, читая очередную книжку, услышал он странные звуки! Ну, точно инопланетяне! А может, и нет… А кто же тогда? И существуют ли они вообще? |                                                                    |                  |
| 15 | «Ужасная быль о том, как мальчика перевели в другую школу»         | 16 сентября 2016 |
| Сегодня Маша расскажет вам такой ужас, про который вы ещё не слышали! Про то, как одного мальчика перевели в другую школу! Напредставлял он, конечно, себе всякого рода ужасов про новых учителей, которые и на людей-то не похожи, про уроки физкультуры, которые больше походят на бои без правил, да одноклассников-разбойников! А на самом деле, бояться-то было нечего, потому что все школы одинаковые, где нормальные учителя учат нормальных ребятишек! А скелеты в шкафу, так они в каждой школе есть — в кабинете анатомии! |                                                                    |                  |
| 16 | «Жуткая байка про пастушка на пеньке»                              | 31 октября 2016  |
| Ну, что? Готовы послушать неслыханную историю про дремучий лес, болота всякие, да буераки? Жил-был однажды дядя Сёма, который больше всего на свете любил свою собачку — Принцессу. И вот однажды убежала его собачка в лес. Пришлось ему идти в лес — искать ее. И вот, идёт он по лесу, а сам от страха глаза зажмурил! Наконец вышел он к трём соснам, да и заблудился там окончательно! Так бы и сгинул он без вести, если бы не пастушок, который ему дорогу указал! А всё потому, что дядя Сёма не учил в школе как ориентироваться на местности, что крайне всем необходимо знать! А собачка Принцесса сама домой пришла, и даже без дяди Сёмы!                   |                                                                    |                  |
| 17 | «Приводящая в трепет сага о велосипеде-призраке»                   | 13 января 2017   |
| Казалось бы, как можно бояться велосипеда? Одному мальчику подарили велосипед на день рождения, и он сразу представил, как несётся на этом двухколёсном чудовище с огроменной скоростью с огроменной горы. И даже самая скоростная бабушка не может уберечь его! |                                                                    |                  |
| 18 | «Страшная страшилка о страшилках»                                  | 17 марта 2017    |
| А вы уверенны, что не боитесь страшных историй? А если их рассказывают сидя у костра тёмной-тёмной ночью?! Ну, смотрите сами! Только не говорите потом, что я вас не предупреждала! Да-да! |                                                                    |                  |
| 19 | «О полезных изобретениях»                                          | 28 апреля 2017   |
| Полезные изобретения — это здорово! Как бы мы жили без телеков, компьютеров и гаджетов всяких?! Однако не всё так хорошо, как вы думаете, ведь в любую минуту ваш любимый телевизор может посылать вам вредные сигналы, а пылесос вообще может засосать вас внутрь! Я уже не говорю о…впрочем, не стоит так бояться, Маша все вам сейчас объяснит! |                                                                    |                  |
| 20 | «Мрачная новелла о мрачных сновидениях»                            | 23 июня 2017     |
| Жил-был один мальчик. Ну, скажем, Толик, который, как и все дети, любил играть во всякие компьютерные стрелялки! И вот однажды, когда он заснул, эти самые монстры решили ему отомстить… Ну что, страшно? А каково тогда Толику?! Ну-ну, не переживайте так, может это всего лишь сон был, а? |                                                                    |                  |
| 21 | «Грозная песнь о громе и молнии»                                   | 31 июля 2017     |
| А вы боитесь гроз и молний? А если вместе с дождём и градом? Маша сейчас расскажет вам одну очень поучительную историю про то, что именно надо делать, чтобы никакая стихия природная не причинила вам вреда! Даже, если сам Кощей Бессмертный хочет вам насолить! Да-да! |                                                                    |                  |
| 22 | «Чудовищная правда о том, как страшно быть маленьким»              | 22 сентября 2017 |
| Когда ты маленький, то боишься всего на свете! Например, захочешь ты вызвать лифт, а до кнопки дотянуться не сможешь! И придётся тебе идти домой о-о-о-чень долго, до самой пенсии! Взрослые вот ничего не боятся, однако… эх, ладно, у них своих проблем навалом! Вот Маша считает, что рост значения никакого не имеет, если есть кто-то, о ком заботишься ты, и кто-то, кто заботится о тебе! |                                                                    |                  |
| 23 | «Леденящая кровь эпопея о радостном событии»                       | 10 ноября 2017   |
| Всякий ребёнок, наверно, больше всего на свете боится появления братика или сестрёнки! Конечно, ведь от них всего можно ожидать! Не успеешь оглянуться, как какая-нибудь сестрёнка твою ватрушку из-под носа уведёт! Однако, на свете одному жить скучно, а братишки и сестрёнки всегда тебя выручат… ведь должен же и от них толк быть! |                                                                    |                  |
| 24 | «Чудовищные россказни о высоком и низком»                          | 1 декабря 2017   |
| В этой серии Маша готова доказать, что от роста твоего, будь ты низким или высоким, ну абсолютно ничего не зависит! Ведь даже самые высокие могут не справиться с малюсенькими трудностями… ну, как в этой серии! |                                                                    |                  |
| 25 | «Пугающее происшествие в цирке»                                    | 26 января 2018   |
| Очень страшный рассказ об одном странном клоуне, который вдруг очень рассердился! Он испугал всех детей и заставил их плакать! Что же случилось с клоуном? Вы узнаете из этой серии! |                                                                    |                  |
| 26 | «Шокирующая история про девочку, которая всего боялась»            | 16 марта 2018    |
| Эта история о девочке, которая боялась всего! Каждая маленькая вещь пугала её, пока она не встретила одного мальчика, который был очарован её страшными историями… Больше она не была одинока, это же так скучно и страшно! Но трястись от страха вместе с другом рядом — это намного интересней и веселее! |                                                                    |                  |

## Маша и Медведь. Футбольный выпуск
«Маша и Медведь. Футбольный выпуск» — третий спин-офф мультсериала.

### Обзор сезонов
| Сезон | Серии | Серии | Даты показа  | Даты показа     | Даты показа |
| Сезон | Серии | Серии | Первая серия | Последняя серия | Канал       |
| ----- | ----- | ----- | ------------ | --------------- | ----------- |
| 1     | 26    | 26    | 11 июня 2018 | 13 июля 2018    | YouTube     |

### Эпизоды

#### Сезон 1 (2018)
| № | Название                       | Дата премьеры |
| --- | ------------------------------ | ------------- |
| 1 | «Время футбола»                | 11 июня 2018  |
| Чемпионат мира по футболу — самое захватывающее спортивное событие 2018 года! Так что готовим заранее попкорн, азарт и хорошее настроение! Маша, Медведь и все лесные жители уже собрались возле телевизора, чтобы поддержать любимую команду. А за кого болеете вы? |                                |               |
| 2 | «Девочки тоже играют в футбол» | 14 июня 2018  |
| Посмотрите, как проходят тренировки по футболу у нас в лесу! Правда, Машу на поле не пускают и даже посмеиваются над её желанием быть в команде. Ну и пусть, она ещё всем покажет, как на самом деле играют в футбол девочки!                                        |                                |               |
| 3 | «Играй честно»                 | 25 июня 2018  |
| Вот это матч: Маша против Панды! Напряжённая игра, секунда до гола — как вдруг всё пошло не по плану! Кое-кто решился на жульничество, а таких фокусов Футбольная Удача не прощает…                                                                                  |                                |               |
| 4 | «Закрути как Маша»             | 29 июня 2018  |
| Маша точно знает: возможно всё, даже если противник уверен в обратном! Сомнения лишь у нас в голове. Вперёд, к победе — с верой в себя и в свой спортивный талант!                                                                                                   |                                |               |
| 5 | «Вот так номер!»               | 13 июля 2018  |
| Кто сказал, что девочки не могут играть в футбол? Волкам следовало бы перестать недооценивать Машу как соперника — вот уж кто по-настоящему крутой футболист, так это она!                                                                                           |                                |               |

## Маша и Медведь. Песенки для малышей
Маша и медведь. Песенки для малышей — музыкальный проект и четвёртый спин-офф, в котором Маша под известные детские мелодии поёт обучающие песенки для детей. Первоначально назывался «TaDaBoom. Песенки для детей».

### Обзор сезонов
| Сезон | Серии | Серии | Даты показа  | Даты показа     | Даты показа |
| Сезон | Серии | Серии | Первая серия | Последняя серия | Канал       |
| ----- | ----- | ----- | ------------ | --------------- | ----------- |
| 1     | 26    | 26    | 14 июня 2019 | TBA             | Youtube     |

### Эпизоды

#### Сезон 1 (2019—23)
| № | Название                   | Дата премьеры    |
| --- | -------------------------- | ---------------- |
| 1 | «Алфавит»                  | 14 июня 2019     |
| Маша и Медведь учат волков алфавиту. На фоне этого проигрывается песня про алфавит. |                            |                  |
| 2 | «Пять обезьянок»           | 22 августа 2019  |
| Обезьянки показывают представление перед обитателями леса, при этом каждый по очереди подвергается травмам и обращается за помощью к Маше. |                            |                  |
| 3 | «Лодочка»                  | 25 сентября 2019 |
| Маша и Медведь проплывают на лодке, при этом протягивая каждому руку помощи. |                            |                  |
| 4 | «Звёздочка»                | 30 октября 2019  |
| Маша читает своим куклам сказку на ночь, при этом засыпая, а Медведь укладывает её спать. |                            |                  |
| 5 | «Автобус»                  | 5 декабря 2019   |
| Маша с Медведем едут на автобусе на день рождения отца Мишки. Во время пути исполняется песня о поездке. |                            |                  |
| 6 | «Часики»                   | 25 марта 2020    |
| Чаепитие Медведя и Медведицы прерывает Мышонок, который напугал Медведей, несмотря на то, что он всего лишь хотел добраться до сыра. |                            |                  |
| 7 | «Радуга»                   | 3 сентября 2020  |
| Маша поёт о радуге. На протяжении серии местами присутствует и рисованная анимация. |                            |                  |
| 8 | «Если весел ты»            | 24 сентября 2020 |
| Медведь и Медведица приводят Машу с Пандой в школу танцев Розочки, где дети под настроение учатся танцевать. |                            |                  |
| 9 | «Мишенька»                 | 15 октября 2020  |
| Маша хочет, чтобы Мишка уделил ей внимание. |                            |                  |
| 10 | «Чудеса»                   | 5 ноября 2020    |
| Маша с Псом наблюдают в ночное время за странными явлениями: как кот играет на скрипке, и как ползают на траве тарелки, которые на самом деле перетаскивают мыши. Также спящего Медведя приводят к Маше и Псу, которых пробудившийся Мишка уносит с собой. |                            |                  |
| 11 | «Цветная песенка»          | 14 января 2021   |
| Маша и Панда занимаются рисованием, а на фоне этого проигрывается песня, посвящённая каждому цвету. |                            |                  |
| 12 | «Овечка»                   | 11 февраля 2021  |
| Маша поочерёдно сталкивается с тремя овцами, которые перетаскивают с собой по три мешка каждая. На фоне этого проигрывается песня, исполняемая в стиле диалога                                                                                             |                            |                  |
| 13 | «Паучок»                   | 24 июня 2021     |
| Маша, Даша и Пёс помогают паучку добраться до крыши дома Маши. |                            |                  |
| 14 | «Шалун-балун»              | 18 ноября 2021   |
| 15 | «Динь-динь-дон»            | 9 декабря 2021   |
| 16 | «Дискотека»                | 21 декабря 2021  |
| 17 | «Формы предметов»          | 27 января 2022   |
| 18 | «Про любовь»               | 17 февраля 2022  |
| 19 | «Барашек»                  | 10 марта 2022    |
| 20 | «Пять утят»                | 14 апреля 2022   |
| 21 | «Бинго»                    | 12 мая 2022      |
| 22 | «На ферме»                 | 4 августа 2022   |
| 23 | «Звуки животных»           | 11 августа 2022  |
| 24 | «1, 2, 3, 4, 5»            | 8 декабря 2022   |
| 25 | «Кто на свете всех смелей» | 27 октября 2022  |
| 26 | «Дождик»                   | 28 сентября 2023 |
| 27 | «Акулёнок»                 | 10 октября 2024  |

## Маша и Медведь: Оставайтесь дома
Маша и Медведь: Оставайтесь дома — пятый спин-офф мультсериала.

### Обзор сезонов
| Сезон | Серии | Серии | Даты показа   | Даты показа     | Даты показа |
| Сезон | Серии | Серии | Первая серия  | Последняя серия | Канал       |
| ----- | ----- | ----- | ------------- | --------------- | ----------- |
| 1     | 26    | 26    | 1 апреля 2020 | 21 апреля 2020  | YouTube     |

### Эпизоды

#### Сезон 1 (2019—23)
| № | Название             | Дата премьеры  |
| --- | -------------------- | -------------- |
| 1 | «Чем заняться дома?» | 1 апреля 2020  |
| Чем заняться ребёнку, если никуда не получается выйти? У Маши есть много толковых идей, которыми она делится со своими друзьями. Посмотрите, сколько занятий она придумала!                                                                        |                      |                |
| 2 | «Будь здоров!»       | 10 апреля 2020 |
| Мишка проводит урок по правилам гигиены. Маша узнает, сколько секунд нужно мыть руки и зачем носить маску, когда болеешь. |                      |                |
| 3 | «Оставайтесь дома»   | 21 апреля 2020 |
| Дома лучше! Дома и стены помогают. Берегите себя и близких, а Маша и Медведь своим примером покажут, как проводить это непростое время с комфортом и пользой для всех членов семьи. Выше нос! Ведь вместе мы с любыми невзгодами справимся, да-да! |                      |                |

## Маша и Медведь. Анимашки
Маша и Медведь. Анимашки — шестой спин-офф мультсериала.

### Обзор сезонов
| Сезон | Серии | Серии | Даты показа     | Даты показа     | Даты показа          |
| Сезон | Серии | Серии | Первая серия    | Последняя серия | Канал                |
| ----- | ----- | ----- | --------------- | --------------- | -------------------- |
| 1     | 26    | 26    | 15 декабря 2022 | TBA             | YouTube Кинопоиск HD |

### Эпизоды

#### Сезон 1 (2022—н.в.)
| № | Название                | Дата премьеры    |
| --- | ----------------------- | ---------------- |
| 1 | «Аттракцион»            | 24 февраля 2023  |
| Маша пытается обхитрить доблестного вахтёра Гималайского медведя и пройти на аттракцион, для которого она не подходит по возрасту и росту. Эту смену Гималайский долго не забудет.                                                           |                         |                  |
| 2 | «Магазин игрушек»       | 9 июня 2023      |
| В магазине игрушек Медведь разрешает Маше выбрать только одну игрушку, Машу такая арифметика категорически не устраивает. Уважаемые родители, не показывайте этот ролик детям перед походом в торговый центр!                                |                         |                  |
| 3 | «Супер пицца»           | 26 мая 2023      |
| По красивой картинке в меню Маша выбирает самую дорогую пиццу. Но когда пиццу приносят, видит, что в ней полно всего того, чего она терпеть не может. Ничего, Маша разберётся и с невкусной зеленью, и с варёным луком!                      |                         |                  |
| 4 | «Аэропорт»              | 23 июня 2023     |
| Маша пытается пройти через рамку в Аэропорту, но та всё время звенит. Что же может лежать в карманах у маленькой девочки? Вы не поверите, когда увидите! А, может, и поверите – если когда-нибудь путешествовали с детьми.                   |                         |                  |
| 5 | «Топ-топ модель»        | 3 марта 2023     |
| Маша устраивает настоящий модный показ – платье принцессы, наряд в стиле кэжуал, ультрамодный лук, как с обложки глянцевого журнала… Но Медведю ничего не нравится! Как же угодить такому привереде?                                         |                         |                  |
| 6 | «Кинотеатр»             | 15 декабря 2022  |
| Кинотеатр, все на своих местах ждут начала сеанса и тут Маша вспоминает, что забыла напиток. И шоколадку. И конфетку. И попкорн… Ой-ёй-ёй, поджимайте ноги, дорогие зрители, Маша будет бегать туда-сюда, пока не принесёт всё!              |                         |                  |
| 7 | «Молочный хит»          | 10 ноября 2023   |
| В молочном отделе продуктового магазина Маша исполняет задорное соло на бутылках с йогуртом и крышечках творожков. Даже Медведь не устоит и пустится в пляс!                                                                                 |                         |                  |
| 8 | «За стеклом»            | 13 октября 2023  |
| Маша пытается разными способами понять, как же добываются из снекового автомата сладости. Отдавать их просто так автомат не намерен. Маша настроена решительно, но и автомат сделан надёжно.                                                 |                         |                  |
| 9 | «Снова в школу»         | 1 сентября 2023  |
| Маша собирается в школу. Ей столько всего нужно взять с собой, ведь школьный день такой длинный… Говорят, конечно, рюкзак не резиновый. Ну что ж, проверим это утверждение вместе с Машей и Медведем!                                        |                         |                  |
| 10 | «Селфи»                 | 10 марта 2023    |
| Нарядная Розочка пытается сделать сэлфи, чтобы заработать много-много лайков и стать популярнее, чем её соседи Коза и Пёс. Но в кадр всё время влезает Маша и всё портит. Хотя портит ли? Смотрите ролик до конца!                           |                         |                  |
| 11 | «Танцуй! Танцуй!»       | 25 августа 2023  |
| Маша танцует модный танец так зажигательно, что к ней присоединяются все звери. И даже Медведь бросает любимую удочку и показывает настоящий танцевальный класс. Танцуют все!                                                                |                         |                  |
| 12 | «Ролики»                | 5 мая 2023       |
| Ох уж эти ролики! Ну казалось бы – встал и поехал, делов-то. Только почему-то вместо этого раз за разом встал и упал, встал и упал… Хорошо, что Медведь самый опытный тренер и заслуженный педагог на территории леса. Маша станет роллером! |                         |                  |
| 13 | «Современное искусство» | 11 августа 2023  |
| Понять современное искусство дано не каждому. К некоторым шедеврам даже подойти страшно. Но только не Маше. Она с любым искусством на «ты» - и с классическим, и с современным, ей любой перфоманс по плечу!                                 |                         |                  |
| 14 | «Укрощение строптивой»  | 24 ноября 2023   |
| Маша хочет покататься верхом на Козе, но у Козы на этот счёт свои планы. Это будет не просто встреча, это будет настоящее родео! Сможет ли Маша покататься, сможет ли Коза убежать? Болеем за Машу, жалеем Козу.                             |                         |                  |
| 15 | «TBA»                   | TBA              |
| 16 | «Остановка»             | 20 февраля 2024  |
| Маша пытается втиснуться в автобус вместе с коляской, в которой сидит её детка Розочка. Ну и что, что коляска широкая, а дверь узкая. Можно же разбежаться побыстрее и толкнуть посильнее. Пристегните ремни, сейчас начнётся!               |                         |                  |
| 17 | «Соревнование»          | 29 сентября 2023 |
| Маша и звери, танцуя гавайский танец проходят под палкой, которую Волки опускают всё ниже и ниже. Кому достанется приз? Ловкому Зайцу, изящной Свинке или всё-таки девочке, для которой нет никаких препятствий?                             |                         |                  |
| 18 | «Страшное кино»         | 27 октября 2023  |
| Всем известно, что напугать Машу невозможно – она вообще ничего не боится. Кроме одного очень страшного кино! О чём же оно? О динозаврах, привидениях или паучишках? Му-ха-ха! Ни за что не догадаетесь!                                     |                         |                  |
| 19 | «Лучшее средство»       | 8 декабря 2023   |
| Бывают дни, когда все мы – царевны-Несмеяны. Сегодня у Медведя как раз такой день. Но Маша, испробовав тысячу и один юмористический приём, всё-таки находит самый простой и действенный способ заставить улыбнуться загрустившего друга.     |                         |                  |
| 20 | «Давай делиться!»       | 5 марта 2024     |
| 21 | «TBA»                   | TBA              |
| 22 | «Порядочек»             | 12 марта 2024    |
| 23 | «TBA»                   | TBA              |
| 24 | «Что ты ешь?»           | 19 марта 2024    |
| 25 | «Модный заплыв»         | 21 июля 2023     |
| Маша и Розочка собрались поплавать в бассейне, но, кажется, одна их них слишком увлеклась плавательными аксессуарами. Забавная история на тему важности соблюдения правил безопасности на воде и у воды.                                     |                         |                  |
| 26 | «Правильные правила»    | 26 марта 2024    |
| 27 | «TBA»                   | TBA              |
| 28 | «Февраль»               | 2 февраля 2024   |
| Упорная Маша пытается поздравить мальчика Февраля и подарить ему открытку-валентинку. |                         |                  |
| 29 | «TBA»                   | TBA              |
| 30 | «Март»                  | 21 апреля 2023   |
| Март сочиняет мелодию, играя на тающих сосульках, а Маша ей в этом «помогает» с помощью подручных животных. |                         |                  |
| 31 | «Пикничок»              | 2 апреля 2024    |

## Журнал
Журнал «Маша и Медведь» издаётся с 2011 года компанией «Эгмонт-Россия».

### Динамика выпусков
| Год издания | Количество журналов | Выход первого журнала | Выход последнего журнала |
| ----------- | ------------------- | --------------------- | ------------------------ |
| 2011        | 12                  | январь 2011           | декабрь 2011             |
| 2012        | 12                  | январь 2012           | декабрь 2012             |
| 2013        | 12                  | январь 2013           | декабрь 2013             |
| 2014        | 12                  | январь 2014           | декабрь 2014             |
| 2015        | 12                  | январь 2015           | декабрь 2015             |
| 2016        | 12                  | январь 2016           | декабрь 2016             |
| 2017        | 12                  | январь 2017           | декабрь 2017             |
| 2018        | 12                  | январь 2018           | декабрь 2018             |
| 2019        | 12                  | январь 2019           | декабрь 2019             |
| 2020        | 12                  | январь 2020           | декабрь 2020             |
| 2021        | 12                  | январь 2021           | декабрь 2021             |
| 2022        | 12                  | январь 2022           | декабрь 2022             |

##### Разделы журнала
- Первая встреча
- Творим с Машей
- Трудно быть маленьким
- Вот мы какие!
- Что к чему и почему?
- Уроки с Машей
- Поём с Машей
- Переменка
- Лакомка
- Кроссворд
- Игра
- Почитай мне сказку!
- Постер
- Комикс
- Лучшие моменты
- Перепутаница
- Поделка

## Компьютерные игры
- 19 ноября 2010 года вышла детская аркада «Маша и Медведь. Догонялки»[2];
- в декабре 2010 года вышла детская обучающая игра «Маша и Медведь. Подготовка к школе»[3];
- в 2011 году вышла игра «Маша и Медведь. Развивающие задания для малышей»;
- 7 декабря 2012 года вышла игра, основанная на сюжете мультфильма «Весна пришла» — «Маша и Медведь. Давайте дружить»[4];
- 7 февраля 2014 года вышла игра «Маша и Медведь: операция „Спасение“»[5];
- в июне 2015 года вышла мобильная игра «Маша и Медведь: игра для детей»[6];
- 18 января 2016 года вышла мобильная игра «Маша доктор»[7];
- 28 сентября 2016 года вышла мобильная игра «Маша каша»[8];
- 10 октября 2016 года вышла мобильная игра «Маша и Медведь: День варенья»[9];
- в августе 2018 года вышла мобильная игра-головоломка «Маша и Медведь: Украденные кубки в 3D».